# 路德维希斯卢斯特
路德维希斯卢斯特（德語：Ludwigslust，發音：[luːtvɪçsˈlʊst] ⓘ）是德国梅克伦堡-前波美拉尼亚州路德维希斯卢斯特-帕尔希姆县的城市，曾是路德维希斯卢斯特县的县治，面积78.63平方千米，2023年12月31日人口为12,420人。